# Voyage dans l'Intérieur du Brésil
Voyage dans l'Intérieur du Brésil (abreviado Voy. Intér. Brésil) es un libro con ilustraciones y descripciones botánicas que fue escrito por el botánico y explorador francés Augustin François César Prouvençal de Saint-Hilaire y publicado en 2 volúmenes en el año 1850.